# مركز تشونغتشينغ المالي العالمي
مركز تشونغتشينغ المالي العالمي ، المعروف أيضًا باسم المبنى المالي العالمي هو ناطحة سحاب فائقة الحداثة في تشونغتشينغ ، الصين . يبلغ ارتفاع برج المكاتب 339 متر (1,112 قدم) ويحتوي على 79 طابقًا. تم اقتراح ناطحة السحاب لأول مرة في عام 2007 وبدأت الأعمال في عام 2010. تم الانتهاء من تشييد المبنى الزجاجي والمعدني في عام 2014.  عند الانتهاء ، كان أطول مبنى في تشونغتشينغ ، وقد تجاوزه مركز التجارة والتجارة الدولية في تشونغتشينغ في عام 2017.